# Belarus
Belarus (phiên âm: "Bê-la-rút", /bɛləˈruːs/ ⓘ; tiếng Belarus: Белару́сь, tr. Bielaruś, IPA: [bʲɛlaˈrusʲ], tiếng Nga: Беларусь, Белоруссия, Belarus, Belorussiya,) tên chính thức là Cộng hòa Belarus (tiếng Belarus: Рэспубліка Беларусь, tiếng Nga: Республика Беларусь), là quốc gia không giáp biển nằm ở phía Đông Âu, giáp Nga ở phía Đông Bắc, Ukraina ở phía Nam, Ba Lan ở phía Tây, với Latvia và Litva ở phía Tây Bắc. 40% diện tích 207.595 km² (80.200 dặm vuông) là rừng, và các ngành kinh tế nổi trội của đất nước là nông nghiệp và công nghiệp chế tạo.
Đến thế kỷ XX, vùng đất của Belarus hiện nay từng thuộc về một vài nước, gồm Đại công quốc Lietuva, Liên bang Ba Lan-Litva và Đế quốc Nga. Sau cuộc cách mạng Nga (1917), Belarus trở thành 1 trong 15 nước cộng hòa của Liên bang Xô viết và đổi tên thành Cộng hòa Xã hội chủ nghĩa Xô viết Byelorussia (Беларуская Савецкая Сацыялістычная Рэспубліка). Đến năm 1991, Belarus tách ra khỏi Liên Xô và tuyên bố độc lập nhưng vẫn giữ mối quan hệ về chính trị bị cho là "gần gũi" với Nga. Ngày 8 tháng 12 năm 1999, Belarus và Nga ký một thỏa thuận song phương nhằm phát triển hơn nữa các mối quan hệ chính trị và kinh tế.
Tên gọi cũ của quốc gia là Belorussia (Белоруссия) và vẫn còn được sử dụng, chủ yếu trong các hoàn cảnh liên quan đến lịch sử. Một bộ phận dân cư người Belarus có thể cảm thấy bị xúc phạm khi gặp phải việc sử dụng tên gọi "người Belorussia" vì theo họ nó gợi nên những hồi ức về thời gian bị Nga hóa. Tên gọi này bị dịch sai thành "Bạch Nga" trong khi thực ra nó chỉ là một vùng đất.
Belarus là một thành viên của Cộng đồng các Quốc gia độc lập (là СНГ trong tiếng Nga hay CIS trong tiếng Anh) cùng với Azerbaijan, Armenia, Kazakhstan, Kyrgyzstan, Moldova, Nga, Tajikistan và Uzbekistan.

## Tên gọi
Về mặt lịch sử, nước này được gọi theo tiếng Anh là "Bạch Nga" tức "Nga Trắng" (White Russia), dù đây là sự phiên dịch sai. Nghĩa dịch đúng là "White Rus'", vừa miêu tả vùng Đông Âu nơi người Slav sinh sống hay nhiều quốc gia khác nhau hiện diện trong vùng. Tuy vậy việc sử dụng thuật ngữ 'Nga Trắng' vẫn tiếp diễn tới tận năm 2007 trong các ngôn ngữ: "Weißrussland" trong tiếng Đức, "Beyaz Rusya" trong tiếng Thổ Nhĩ Kỳ hay "Λευκορωσία" (Levkorosía) trong tiếng Hy Lạp (xem tại đây để có danh sách đầy đủ).
Lần đầu thuật ngữ "Nga Trắng" được dùng để chỉ Belarus là bởi Sir Jerome Horsey người Anh hồi cuối thế kỷ mười sáu. Ông dùng nó để miêu tả các vùng đất của Đế chế Ivan Hung bạo. Trong thế kỷ mười bảy, các Sa hoàng Nga đã dùng "White Rus'", xác nhận rằng họ đang tìm cách chiếm lại di sản từ Khối thịnh vượng chung Ba Lan-Litva.
Belarus được đặt tên "Byelorussia" thời Đế quốc Nga, và các Sa hoàng Nga thường được gọi là "Sa hoàng của tất cả nước Nga — Đại Nga, Tiểu Nga, và Bạch Nga". Điều này kéo dài tới tận thời kỳ Xô viết, khi nước này lấy tên chính thức là "Cộng hòa Xã hội chủ nghĩa Xô viết Byelorussia". Một số người Belarus coi cái tên "Byelorussia", là cách tưởng nhớ đến thời kỳ Liên bang Xô viết còn thống nhất. Theo chính thức, tên đầy đủ của quốc gia này là Cộng hoà Belarus (Республика Беларусь, Respublika Belarus'). ngheⓘ
Năm 2002, một cuộc điều tra không chính thức do Web site pravapis.org tiến hành để xem tên gọi nào được dùng phổ biến nhất trên các trang web. Khi sử dụng Google, Pravapis.org thấy rằng "Belarus", tên chính thức rút gọn, được dùng trên 93% Web site đã được kiểm tra. Cách đánh vần khác sử dụng "Belorussia", "Bielorussia" và "Byelorussia," chỉ được dùng trong 1%–2% trường hợp.

## Lịch sử

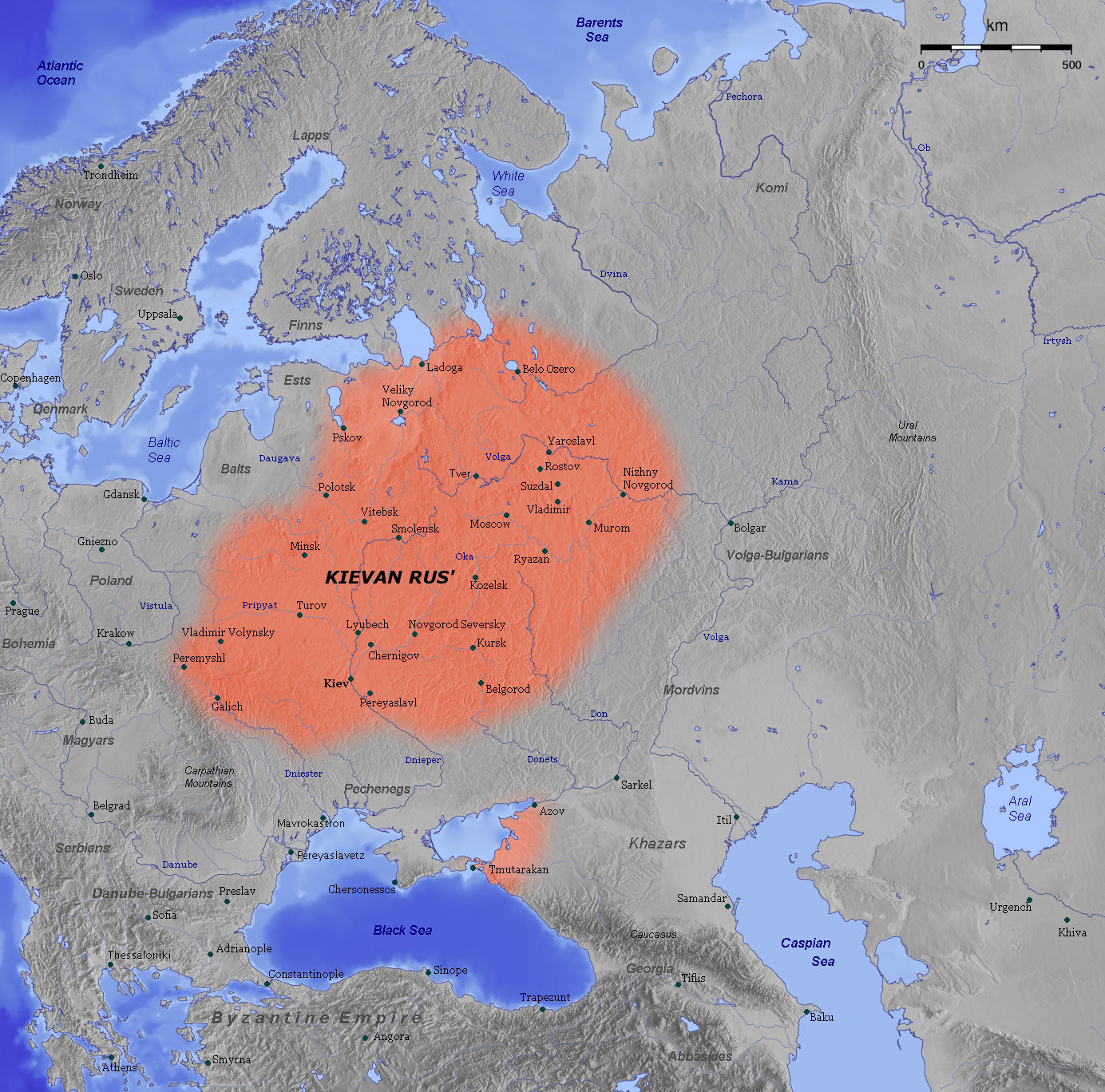
Những vùng đất Belarusia từng là một phần của Rus Kiev.

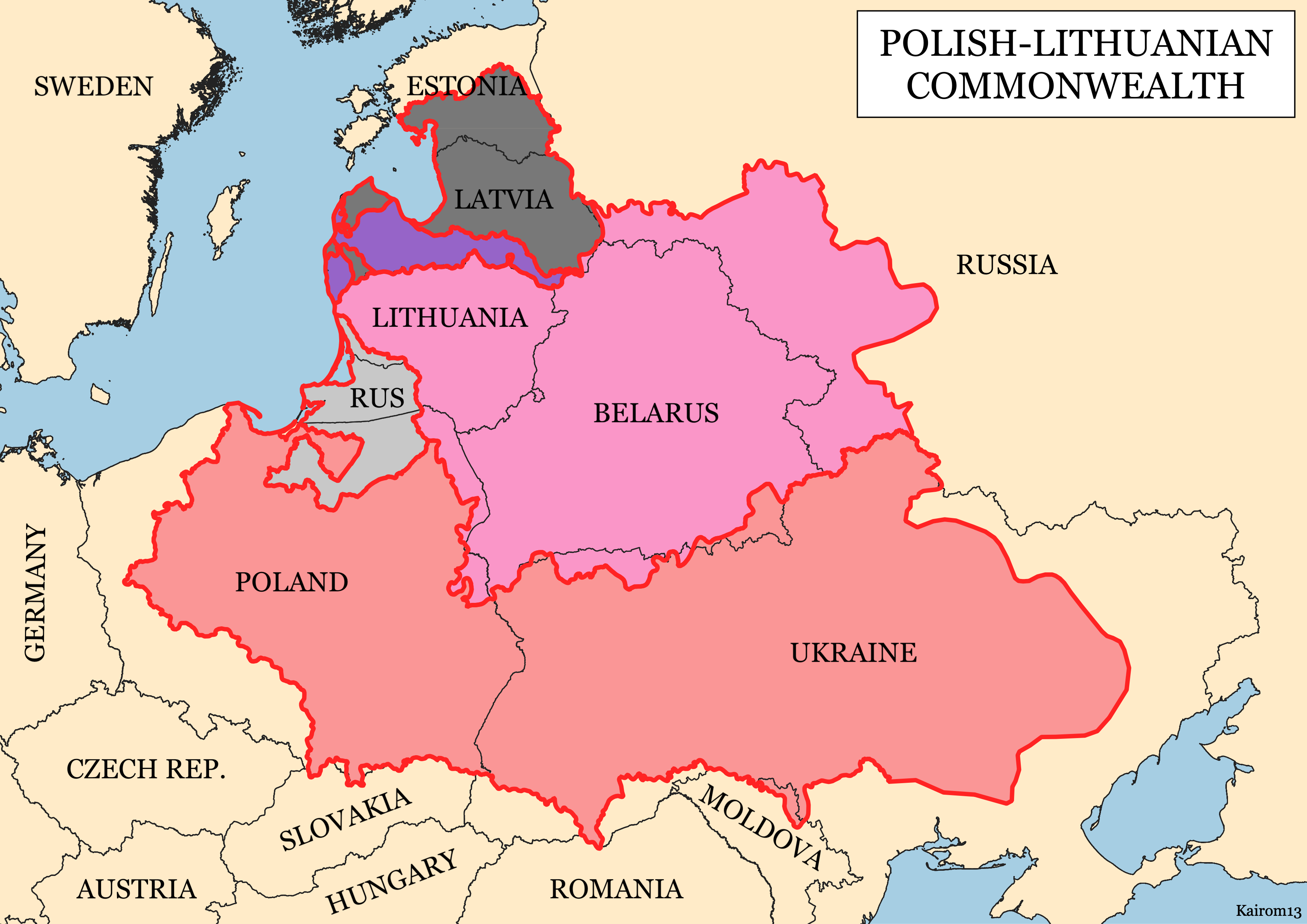
Bản đồ Đại lãnh địa Công tước Litva và Vương quốc Ba Lan trong Khối thịnh vượng chung Ba Lan-Litva, 1619. Lãnh thổ Belarus (ngày nay) vào lúc đó nằm trong tay Đại vương công Lietuva.
Vương quốc Ba Lan
Lãnh địa Công tước Phổ, thái ấp Ba Lan
Đại Lãnh địa Công tước Litva
Lãnh địa Công tước Courland, thái ấp Litva
Livonia

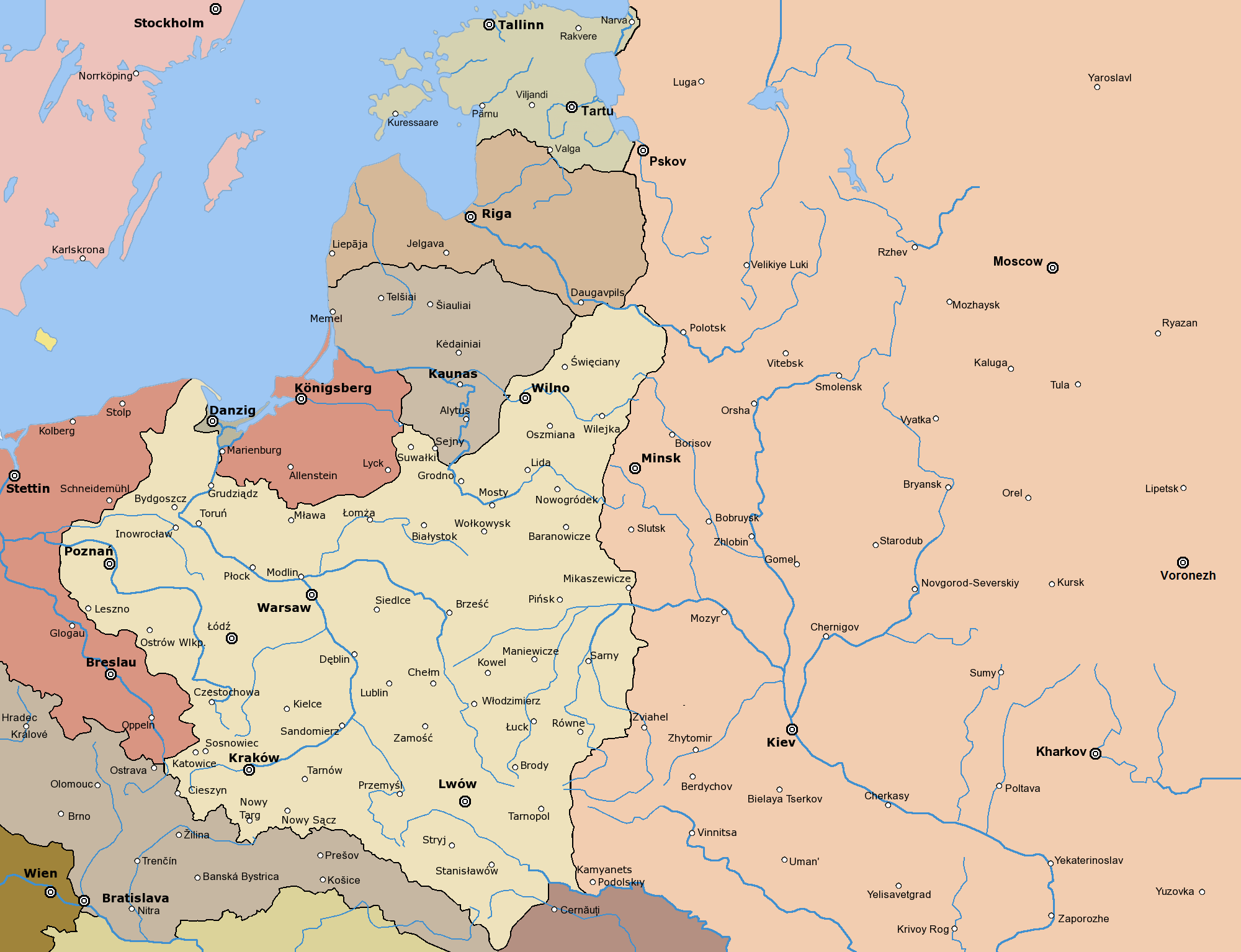
Belarus bị Ba Lan chiếm mất lãnh thổ phía Tây sau cuộc Chiến tranh Nga - Ba Lan năm 1920.

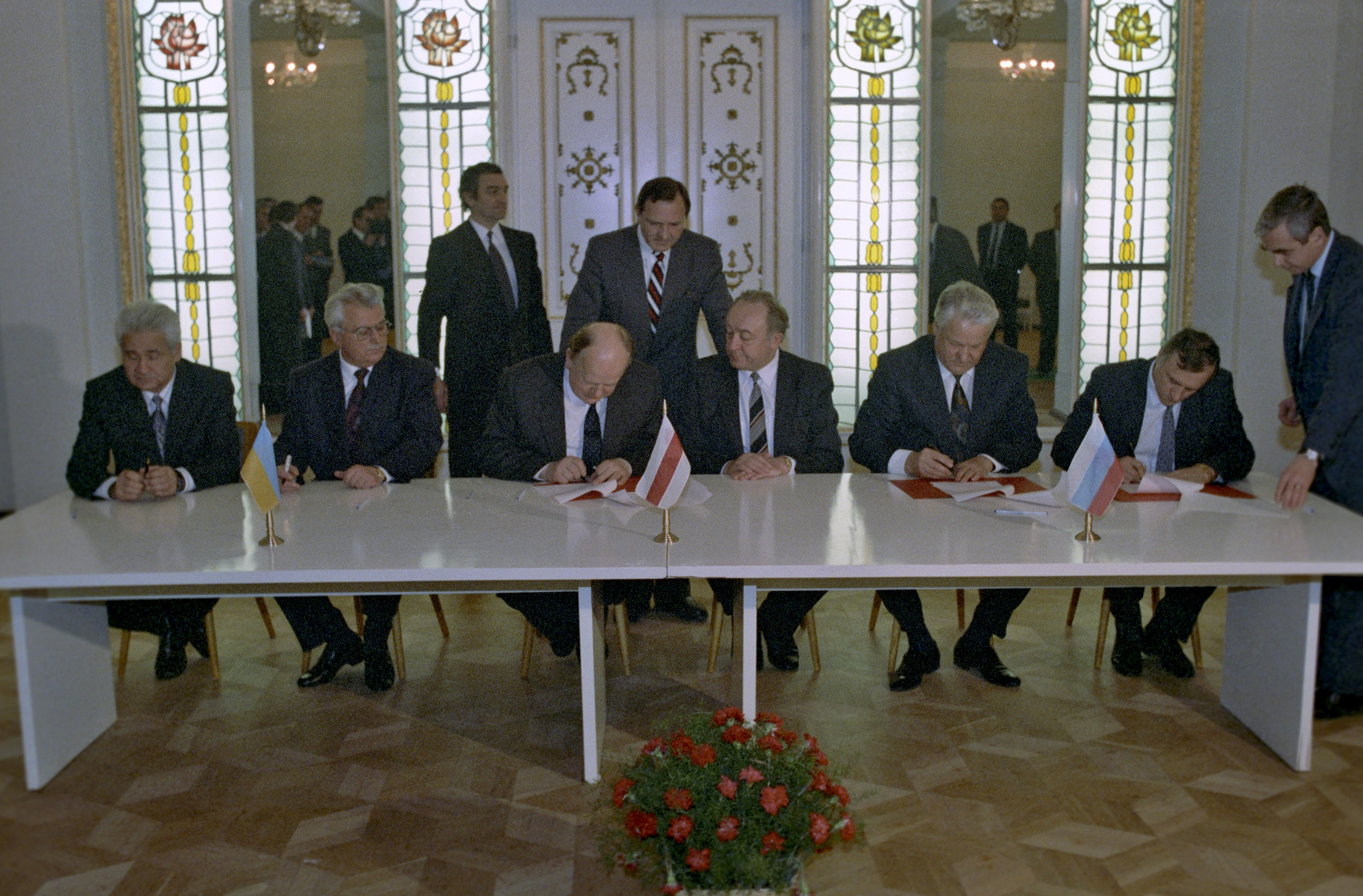
Lãnh đạo Nga, Ukraina và Belarus ký Hiệp định Belavezha, giải tán Liên Xô, ngày 8 tháng 12 năm 1991

Giữa thế kỷ thứ VI và thế kỷ thứ mười hai, nước Belarus hiện đại ngày nay là nơi sinh sống của người Slav, hiện họ vẫn chiếm đa số trong nước. Người Slav thời kỳ đầu (Early East Slavs) dần tiếp xúc với người Varangians và được họ tổ chức dưới nhà nước Kievan Rus'.
Ở thế kỷ XIII, nhiều công quốc Ruthenian riêng biệt bị ảnh hưởng nặng nề sau cuộc xâm lược từ phía Đế chế Mông Cổ. Sau này, nhiều phần của Rus bị sáp nhập vào Đại Lãnh địa Công tước Litva. Đa số dân cư là người thuộc sắc tộc Slavơ. Những vùng đất slavơ được hưởng quyền tự trị hạn chế bên trong nhà nước Litva. Tuy thỉnh thoảng có ý kiến không chính xác rằng tiếng Belarus là ngôn ngữ chính thức quốc gia, tiếng La tinh, tiếng Nga cổ (Ruthenian), và tiếng Ba Lan được đồng thời sử dụng trong công việc nhà nước. Tiếng Belarusia phát sinh vào giữa thế kỷ XIX khi những người nói tiếng Nga ở lãnh thổ Belarus hiện đại ngày nay chịu ảnh hưởng văn hoá mạnh từ Ba Lan.
Đầu thế kỷ XVII, tiếng Nga cổ bị từ bỏ tại Litva và được thay thế bằng tiếng Ba Lan, ngôn ngữ đã giành địa vị thống trị trong nhiều thế kỷ. Việc sử dụng tiếng Nga cổ (tiếng Slavonic-Ruthenian cổ) được cho phép tại các lãnh địa Ruthenian tự trị (công quốc). Các vùng đất Belarusia nhanh chóng bị sáp nhập vào Lãnh địa Công tước trong hai trăm năm sau đó, vì sức mạnh của Litva và mối đe doạ từ phía người Mông Cổ trên những vùng đất là Belarus ngày nay. Trong thời gian đó, Lãnh địa Công tước đã tham gia vào các trận đánh giữa nhiều lực lượng khác nhau. Một trong những trận đánh lớn là Trận Grunwald giữa Lãnh địa Công tước và Các hiệp sĩ Giéc manh năm 1410. Lãnh địa Công tước thắng trận và chiến thắng cho phép họ kiểm soát các biên giới phía tây bắc của Đông Âu. Các trận đánh khác diễn ra giữa Lãnh địa Công tước và người Mông Cổ và người Turk, và đều là những chiến thắng cho Lãnh địa Công tước. Tới thế kỷ mười lăm, Đại Lãnh địa Công tước Litva trải dài hầu hết vùng Đông Âu, từ Biển Baltic tới Biển Đen.
Ngày 2 tháng 2 năm 1386, Đại vương công Lietuva Jogaila lên ngôi Vua Ba Lan, và liên minh Đại Lãnh địa Công tước với Vương quốc Ba Lan trở thành một liên minh cá nhân. Liên minh hình thành sau cuộc hôn nhân giữa Jogaila và con gái Vua Luis Ba Lan, Jadwiga. Hành động này được người Ba Lan coi là sự chấm dứt liên minh với Hungary. Liên minh cá nhân này cuối cùng dẫn đến Khối thịnh vượng chung Ba Lan-Litva, một liên bang được thành lập năm 1569. Những người Muscovites, dưới sự lãnh đạo của Sa hoàng Ivan III, bắt đầu các chiến dịch chinh phục quân sự năm 1486 nhằm giành lấy những vùng đất Kievan Rus', chính xác là Belarus và Ukraina. Liên minh giữa Ba Lan và Litva chấm dứt năm 1795, với việc khối thịnh vượng chung bị phân chia và sáp nhập bởi Đế quốc Nga, Phổ, và Áo. Các lãnh thổ Belarusia vẫn tiếp tục là một phần của Đế chế Nga tới khi bị Đức chiếm trong Thế Chiến thứ I.
Belarus lần đầu tuyên bố độc lập ngày 25 tháng 3 năm 1918, hình thành nên nhà nước Cộng hoà Nhân dân Belarusia. Tuy nhiên, nhà nước cộng hoà tồn tại ngắn ngủi và chế độ này bị lật đổ ngay sau khi quân Đức rút lui. Năm 1919, Belarus trở thành nước Cộng hòa Xã hội chủ nghĩa Xô viết Byelorussia (BSSR). Sau khi Nga tái chiếm phần phía đông và phía bắc Litva, chúng được gộp với nhau để hình thành nên nước Cộng hòa Xã hội chủ nghĩa Xô viết Litva - Byelorussia. Sau khi Chiến tranh Ba Lan-Xô viết chấm dứt năm 1921, các vùng đất Byelorussia bị chia cắt, phần phía Tây rơi vào tay Ba Lan, và nhà nước Cộng hoà Xã hội Chủ nghĩa Xô viết Byelorussia mới tái thành lập và trở thành một thành viên của Liên bang các nước Cộng hoà Xã hội chủ nghĩa Xô viết năm 1922.
Tháng 9 năm 1939, theo Hiệp ước Molotov-Ribbentrop, Liên Xô tấn công Ba Lan và tái sáp nhập những vùng đất phía đông nước này, gồm cả đa phần lãnh thổ Byelorussia do Ba Lan kiểm soát. Năm 1941, Phát xít Đức tiến hành xâm lược Liên bang Xô viết. Byelorussia bị chiếm ngay sau đó và tiếp tục nằm trong tay quân Đức cho tới năm 1944. Hơn một triệu ngôi nhà đã bị phá huỷ và hơn hai triệu người Belarusia thiệt mạng. Người Do Thái tại Byelorussia đã bị tàn sát trong Cuộc tàn sát người Do Thái. Dân số Belarus chỉ đạt mức trước chiến tranh vào năm 1971. Tuy nhiên, số lượng người Do Thái không bao giờ khôi phục lại được như cũ. Sau khi chiến tranh chấm dứt, Belorussia là một trong năm mốt nước ký kết Hiến chương Liên hiệp quốc năm 1945. Sau chiến tranh, Belarus bắt đầu một chương trình tái thiết, với sự trợ giúp của Mátxcơva. Trong thời gian này, Belarus trở thành một trung tâm sản xuất chính ở vùng phía tây Liên bang Xô viết. Sự gia tăng việc làm đã mang lại một làn sóng di cư lớn từ Nga Xô viết.
Dưới sự kiểm soát của Joseph Stalin, một chính sách Xô viết hoá được khởi động để "bảo vệ" nước Cộng hoà Xã hội chủ nghĩa Xô viết Byelorussia khỏi những ảnh hưởng từ phương Tây.  Chính sách này dẫn tới việc gửi hàng nghìn người Nga từ nhiều vùng khác nhau tại Xô viết được cử tới giữ các vị trí quan trọng trong chính phủ Byelorussia. Việc sử dụng chính thức tiếng Belarus và các khía cạnh văn hoá khác bị hạn chế bởi Mátxcơva. Sau cái chết của Stalin năm 1953, người kế tục ông, Nikita Khrushchev, tiếp tục chương trình này, phát biểu, "Ngày tất cả chúng ta cùng nói tiếng Nga đến càng sớm, chúng ta càng nhanh chóng xây dựng chủ nghĩa cộng sản." Khi người đứng đầu Liên Xô Mikhail Gorbachev bắt đầu đưa ra kế hoạch cải tổ, người dân Byelarussia đã gửi đơn thỉnh cầu tới ông vào tháng 12 năm 1956 để giải thích sự mất mát văn hoá của họ. Sự kiện này được các nhà sử học coi là vụ "Chernobyl văn hoá". (Sau đó, năm 1986, Belarus bị ảnh hưởng bởi bụi phóng xạ từ vụ nổ nhà máy điện hạt nhân Chernobyl tại nước Cộng hoà Xã hội chủ nghĩa Xô viết Ukraina láng giềng.) Tháng 6 năm 1988, những ngôi mộ tập thể được nhà khảo cổ học Zyanon Paznyak phát hiện tại Kurapaty. Một số người sử dụng khám phá này để tuyên truyền rằng chính phủ Xô viết đã tìm cách xoá sổ dân tộc Belarus, và dẫn tới một số nỗ lực tìm cách khôi phục độc lập.
Hai năm sau, tháng 3 năm 1990, những cuộc bầu cử Xô viết Tối cao Cộng hoà Xã hội chủ nghĩa Byelorussia diễn ra. Tuy Mặt trận Nhân dân Belarusia chỉ chiếm 10% số ghế, nhân dân tỏ ra hài lòng với kết quả này. Belarus tuyên bố chủ quyền ngày 27 tháng 7 năm 1990, bằng việc ra Tuyên bố Chủ quyền Quốc gia Cộng hoà Xã hội chủ nghĩa Byelorussia. Với sự hỗ trợ của Đảng Cộng sản, tên nước được thay đổi thành Cộng hoà Belarus ngày 25 tháng 8 năm 1991. Chủ tịch Xô viết Tối cao Belarus Stanislav Shushkevich, cùng với Boris Yeltsin tại nước Nga và Leonid Kravchuk của Ukraina, gặp gỡ ngày 8 tháng 12 năm 1991, tại Belavezhskaya Pushcha chính thức tuyên bố giải tán Liên bang Xô viết và thành lập Cộng đồng các quốc gia độc lập. Năm 1993, một thoả thuận trong Xô viết tối cao chấp nhận giảm thời hạn hoạt động một năm, mở đường cho việc tổ chức bầu cử năm 1994. Tháng 3 năm 1994, một hiến pháp quốc gia được thông qua, thay thế chức thủ tướng bằng chức tổng thống. Những cuộc bầu cử tổng thống dẫn tới chiến thắng của một nhân vật chính trị còn chưa được biết tới nhiều Aliaksandr Ryhoravič Lukašenka với hơn 80% số phiếu. Từ cuộc bầu cử này, Lukashenka đã luôn giữ chức vụ tổng thống, được bầu lại vào các năm 2001, 2006 và 2015.

## Chính trị
Ba đảng chính trị hiện có ghế trong Hạ viện: Đảng Cộng sản Belarus (tám ghế), Đảng Ruộng đất Belarus (ba ghế), và Đảng Dân chủ Tự do Belarus (một ghế). Các đảng chính trị ủng hộ tổng thống Lukashenko, Đảng Xã hội chủ nghĩa Thể thao Belarus và Đảng Lao động và Công bằng cộng hoà, và các đảng đối lập, như Mặt trận Nhân dân Belarus (BPF) và Đảng Dân sự Thống nhất Belarus (UCPB) không giành được ghế nào trong cuộc bầu cử năm 2004. UCPB và BPF là hai đảng gồm Liên minh 5+ nhân dân, một nhóm các đảng chính trị phản đối Lukashenko. Nhiều tổ chức, gồm Tổ chức An ninh và Hợp tác châu Âu (OSCE), đã tuyên bố cuộc bầu cử là "không tự do" vì các đảng chính trị đối lập giành được kết quả âm và sự thiên vị của truyền thông Belarus giành ưu ái cho chính phủ. Cuộc bầu cử tổng thống gần đây nhất diễn ra ngày 19 tháng 3 năm 2006. Đối thủ của Lukashenka lần này là Alaksandar Uładzimieravič Milinkievič, một ứng cử viên đại diện cho liên minh các đảng đối lập và Alaksandar Vladislavovich Kazulin đại diện cho phe Xã hội Dân chủ. Kazulin đã bị cảnh sát đánh đập và giam giữ trong những cuộc tuần hành phản đối quanh Quốc hội của mọi người dân Belarus. Tuy Lukashenka đạt 80% số phiếu bầu, OSCE và các tổ chức khác cho rằng cuộc bầu cử không công bằng.
Lukashenka được trích dẫn là đã phát biểu rằng ông có "kiểu cầm quyền độc tài" để nắm quyền trong nước. Hội đồng châu Âu đã ngăn cản Belarus trở thành thành viên từ năm 1997 vì sự bỏ phiếu không dân chủ và những gian lận bầu cử trong cuộc trưng cầu dân ý theo hiến pháp tháng 11 năm 1996 và cuộc bầu cử bổ sung nghị viện. Chính phủ Belarus cũng bị chỉ trích vì những vi phạm nhân quyền trong những hành động chống lại các tổ chức phi chính phủ, các nhà báo độc lập, các cộng đồng thiểu số, và các chính trị gia đối lập. Belarus là quốc gia duy nhất tại châu Âu còn duy trì hình phạt tử hình cho một số tội trong thời gian chiến tranh và hoà bình. Để làm chứng trước Uỷ ban quan hệ nước ngoài Thượng viện Hoa Kỳ, Ngoại trưởng Condoleezza Rice đã nêu tên Belarus, cùng sáu quốc gia khác, như một phần trong danh sách "quốc gia độc tài". Bộ ngoại giao Belarus đã thông báo rằng những lời tuyên bố của Ngoại trưởng Rice "là nền tảng tồi" để xây dựng liên minh Belarus-Hoa Kỳ.

### Quan hệ ngoại giao

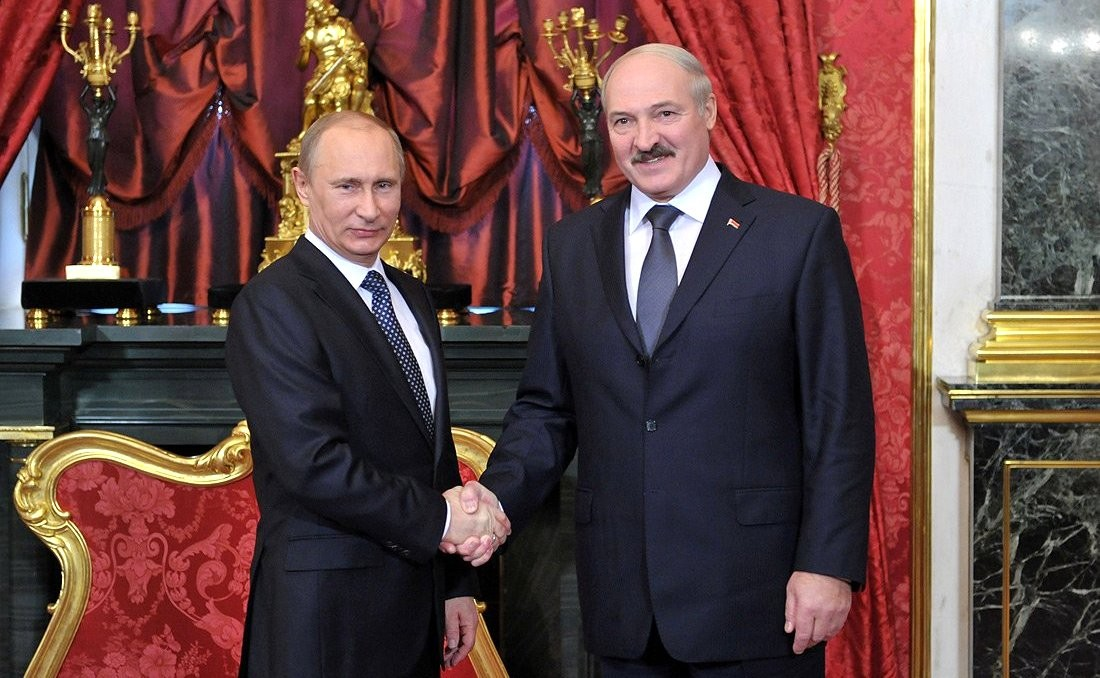
Tổng thống Lukashenko và tổng thống Nga Vladimir Putin

Trong lĩnh vực ngoại giao, Belarus và Nga có mối quan hệ liên minh thân cận từ khi Liên bang Xô viết tan rã. Nga cung cấp cho Belarus không chỉ nguyên liệu thô, mà còn yêu cầu cộng đồng quốc tế nhìn nhận Belarus với quan điểm tốt hơn, làm việc với Belarus về hội nhập kinh tế từ năm 1996. Những quan hệ giữa Belarus và Cộng đồng các quốc gia độc lập đã bị ảnh hưởng bởi các cuộc cách mạng màu diễn ra tại Gruzia, Ukraina và Kyrgyzstan. Dù Liên minh châu Âu đã ra lệnh cấm đi lại với Lukashenka và các quan chức quan trọng trong chính phủ, Belarus có các thoả thuận thương mại với nhiều quốc gia thành viên EU. Các quốc gia láng giềng như Litva và Ba Lan cùng nước cộng hoà thuộc Liên Xô cũ Latvia cũng có thoả thuận thương mại với Belarus. Trước năm 1997 quan hệ song phương với Hoa Kỳ diễn ra bình thường, khi Bộ ngoại giao Mỹ bắt đầu cung cấp các khoản trợ cấp cho các tổ chức phi chính phủ có định hướng thị trường tự do và chính phủ Belarus cũng đưa ra các biện pháp nhằm khiến các tổ chức có trụ sở tại Hoa Kỳ khó hoạt động hơn. Năm 2004, Hoa Kỳ đã thông qua một đạo luật gọi là Luật Dân chủ Belarus, cho phép Hoa Kỳ cung cấp tài chính cho các nhóm đối lập với Lukashenka và những nỗ lực làm mất ổn định tình hình nước này; không cần biết tới việc hai quốc gia đang hợp tác trong việc giải quyết các vấn đề buôn người, tội ác kỹ thuật, quyền sở hữu trí tuệ và ngăn chặn các thảm hoạ tự nhiên cũng như do con người gây ra. Belarus đã phát triển hợp tác với các quốc gia châu Phi, Trung Đông và châu Á. Trung Quốc và Belarus đã xây dựng các mối quan hệ thân thiện với nhau, được tăng cường thêm bởi chuyến thăm của Tổng thống Lukashenka tới Trung Quốc tháng 10 năm 2005. Ngoài Cộng đồng các quốc gia độc lập, Belarus còn là thành viên của các tổ chức cấp vùng như Cộng đồng Kinh tế Âu Á và Tổ chức Hiệp ước An ninh Tập thể. Trong các tổ chức quốc tế, Belarus là thành viên của Phong trào không liên kết từ năm 1998  và Belarus từng là một trong những thành viên sáng lập Liên hiệp quốc năm 1945.

### Quân đội

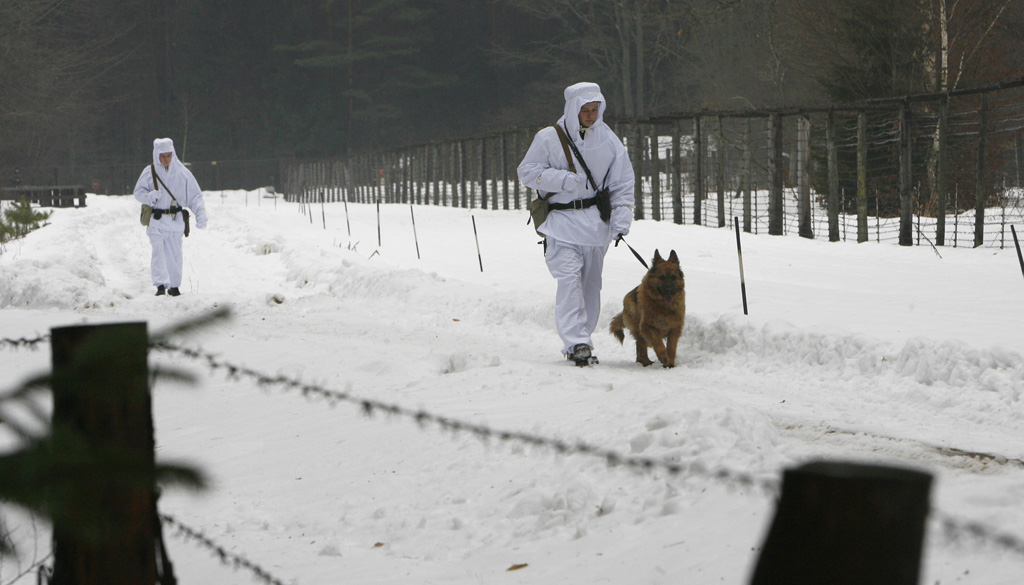
Lực lượng tuần tra biên giới tại rừng Białowieża, nằm giữa biên giới Ba Lan và Belarus

Trung tướng Viktor Khrenin đứng đầu Bộ Quốc phòng, và Alexander Lukashenko (tổng thống) làm Tổng tư lệnh. Các lực lượng vũ trang được thành lập năm 1992 sử dụng các bộ phận của các lực lượng vũ trang cũ của Liên Xô trên lãnh thổ của nước cộng hòa mới. Việc chuyển đổi các lực lượng cũ của Liên Xô thành các lực lượng vũ trang của Belarus, được hoàn thành vào năm 1997, đã giảm số lượng binh sĩ xuống còn 30.000 và tái cấu trúc các lãnh đạo và quân đội.
Hầu hết quân đội Belarus là lính nghĩa vụ, phục vụ trong vòng 12 tháng nếu họ học đại học hoặc 18 tháng nếu họ không. Giảm quân số Belarus trong độ tuổi tham gia đã tăng tầm quan trọng của những người lính hợp đồng, số người lên tới 12.000 người vào năm 2001. Năm 2005, khoảng 1,4% tổng sản phẩm quốc nội của Belarus được dành cho chi tiêu quân sự
.
Belarus không bày tỏ mong muốn gia nhập NATO, nhưng đã tham gia vào Chương trình Đối tác Cá nhân từ năm 1997, và Belarus cung cấp hỗ trợ tiếp nhiên liệu và không phận cho sứ mệnh ISAF ở Afghanistan. Belarus bắt đầu hợp tác với NATO khi ký văn bản tham gia vào quan hệ đối tác của họ đối với Chương trình Hòa bình vào năm 1995. Tuy nhiên, Belarus không thể tham gia NATO bởi vì nó là một thành viên của Tổ chức Hiệp ước An ninh Tập thể. Căng thẳng giữa NATO và Belarus đạt đỉnh điểm sau cuộc bầu cử tổng thống tháng 3 năm 2006 tại Belarus.

### Tử hình
Belarus là nước châu Âu duy nhất vẫn còn áp dụng án tử hình. Hoa Kỳ và Belarus là hai trong số 56 nước thành viên của Tổ chức An ninh và Hợp tác châu Âu đã thi hành trong năm 2011.

## Hành chính
Belarus được chia thành sáu voblast (tỉnh), được đặt tên theo các thành phố thủ phủ. Thành phố Minsk nằm tại voblast Minsk, nhưng có vị thế đặc biệt trực thuộc quốc gia, bởi nó không bị gộp vào trong bất kỳ một voblast nào. Phân chia hành chính thành các voblasts là di sản từ thời Xô Viết.
|   | Voblast | Thủ phủ | Tiếng Belarus | Dân số (2009) (người) | Diện tích (km²) | Mật độ (người/km²) | Tỷ lệ phần trăm trong toàn quốc (%) |
| - | ------- | ------- | ------------- | --------------------- | --------------- | ------------------ | ----------------------------------- |
| 1 | Minsk   | —       | Мінск         | 1.836.808             | 305,50          | 7144,92            | 18,91                               |
| 2 | Brest   | Brest   | Брэсцкая      | 1.401.177             | 32.790,68       | 43,69              | 14,82                               |
| 3 | Gomel   | Gomel   | Гомельская    | 1.440.718             | 40.361,66       | 36,25              | 15,14                               |
| 4 | Grodno  | Grodno  | Гродзенская   | 1.072.381             | 25.118,07       | 44,11              | 11,40                               |
| 5 | Mogilev | Mogilev | Магілёўская   | 1.099.074             | 29.079,01       | 38,73              | 11,61                               |
| 6 | Minsk   | Minsk   | Мінская       | 1.422.528             | 39.912,35       | 36,17              | 15,03                               |
| 7 | Vitebsk | Vitebsk | Вiцебская     | 1.230.821             | 40.049,99       | 31,55              | 13,08                               |

Các voblast được chia nhỏ tiếp thành các raion (thường được dịch thành "quận" hay "huyện"). Các cơ quan lập pháp địa phương (raisovet, "hội đồng quận") do người dân sống tại đó bầu ra. Các cơ quan hành pháp địa phương (hành chính quận) được chỉ định bởi các cơ quan hành pháp cấp cao hơn. Tương tự, mỗi voblast có cơ quan lập pháp của riêng mình (oblsovet), do người dân bầu ra, và một cơ quan hành pháp (voblast administration), lãnh đạo cơ quan này do Tổng thống chỉ định.

## Địa lý

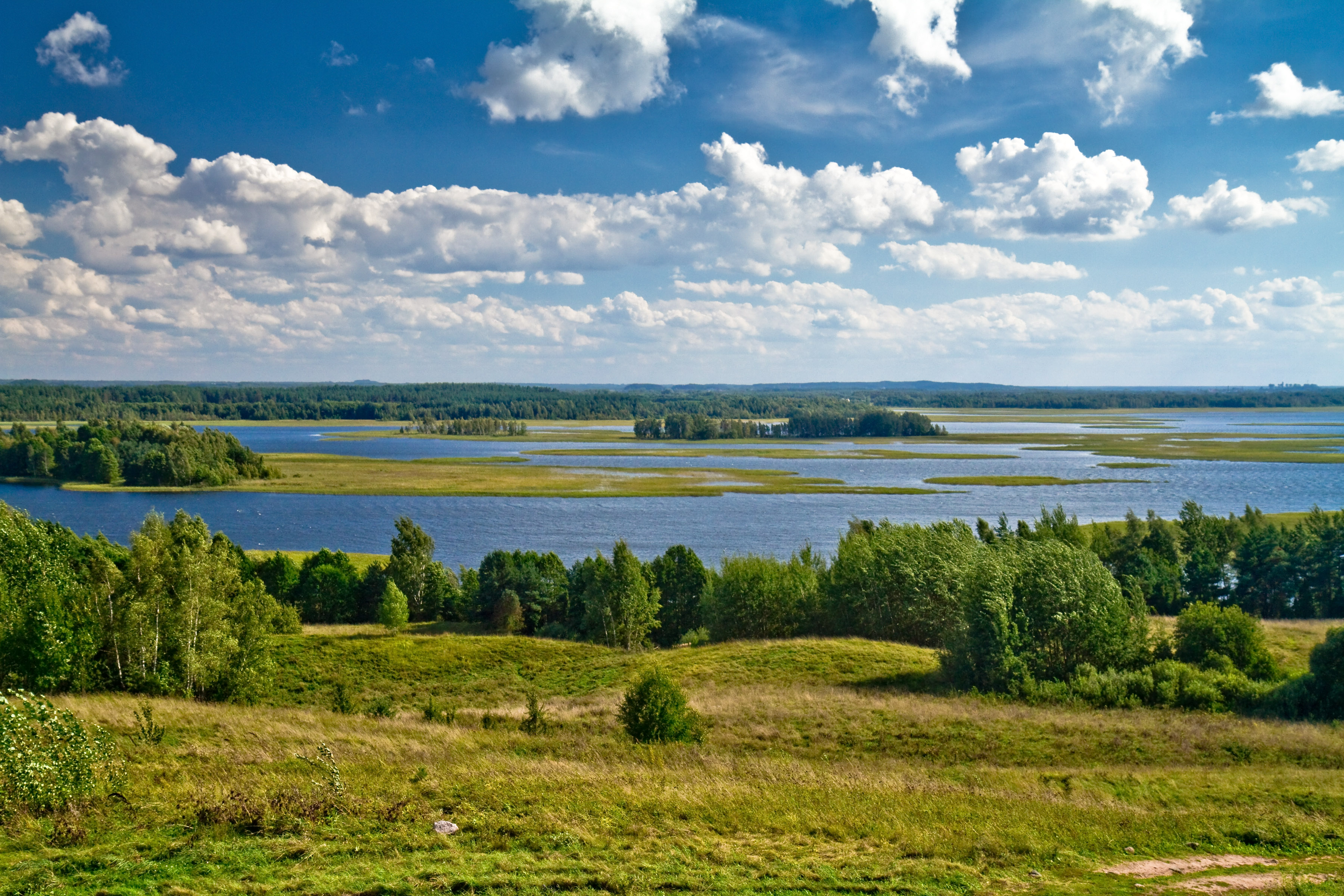
Hồ Strusta

Belarus là Quốc gia không giáp biển, khá phẳng và có những dải đất đầm lầy rộng. Những con sông và hồ chằng chịt trong nước. Đầm lầy lớn nhất là Polesie, đây cũng là một trong những đầm lầy lớn nhất châu Âu. Có 11.000 hồ tại Belarus, nhưng đa số hồ nhỏ hơn 0.5 kilômét vuông (124 acre). Ba sông chính chảy xuyên đất nước; Sông Neman, Sông Pripyat, và Sông Dnepr. Điểm cao nhất tại Belarus là Dzyarzhynskaya Hara (Đồi Dzyarzhynsk), 345 mét (1.132 ft), và điểm thấp nhất nằm trên sông Neman, 90 mét (295 ft). Belarus cùng với Ba Lan là quê hương của Belavegskaya Pushcha (Белавежская пушча) hay, theo tiếng Ba Lan là Rừng Białowieża, vùng rừng rộng lớn duy nhất còn lại của khu rừng từng một thời che phủ Đồng bằng châu Âu.

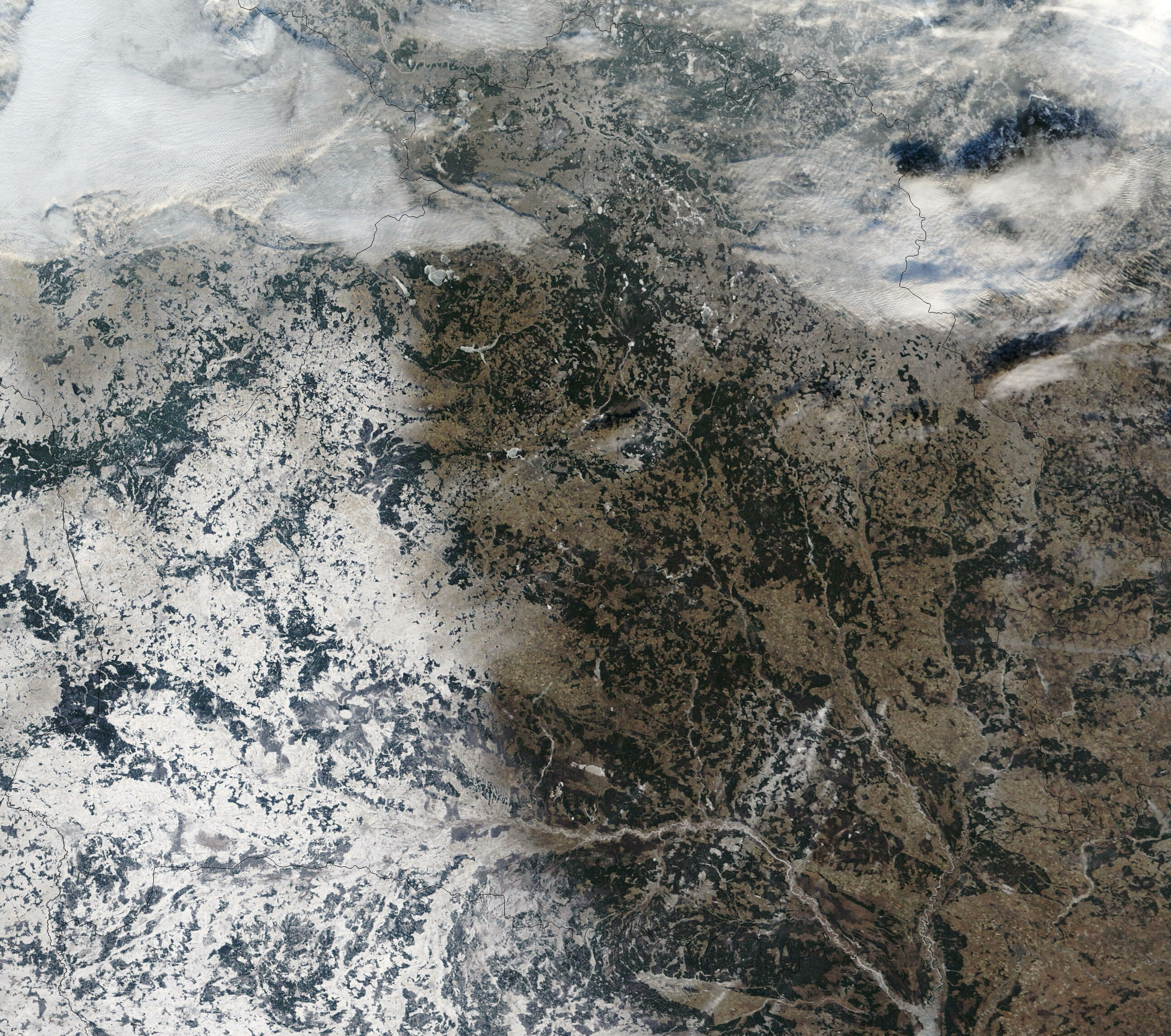
Hình ảnh vệ tinh Belarus, tháng 12 năm 2002

Khí hậu thay đổi từ khắc nghiệt trong mùa đông (trung bình nhiệt độ tháng một trong khoảng −8 °C(18 °F) tới −2 °C (28 °F)) tới mát và ẩm trong mùa hè (nhiệt độ trung bình 15 °C (59 °F) tới 20 °C(68 °F)). Trung bình, 15 tới 30 centimét tuyết rơi trong nước, chủ yếu ở phía đông bắc. Belarus có lượng mưa khoảng 600 tới 700 milimét với hơn 70% lượng mưa rơi trong giai đoạn nóng trong năm. Vì các mô hình thời tiết, các thảm họa tự nhiên như hạn hán và lũ lụt thỉnh thoảng xảy ra tại Belarus. Trong giai đoạn 1881 tới 2005, nhiệt độ trung bình tại Belarus đã tăng 1 độ Celsius, nhiệt độ tăng đáng kể trong các tháng mùa đông và mùa xuân. Từng có ý kiến rằng Belarus sẽ phải đối mặt với tình trạng tăng từ 3 đến 4 độ vào cuối thế kỷ XXI.
Rừng che phủ khoảng 34% tổng diện tích, khiến các sản phẩm lâm nghiệp trở thành một trong những nguồn tài nguyên thiên nhiên phong phú nhất tại Belarus. Các nguồn tài nguyên tự nhiên khác tại Belarus gồm than bùn, một lượng nhỏ dầu mỏ và khí tự nhiên, đá granite, khoáng chất dolomite (đá vôi), marl, chalk, cát, sỏi, và đất sét. Khoảng một phần năm lãnh thổ, chủ yếu tại các tỉnh phía đông nam Homyel và Mahilyow, tiếp tục bị ảnh hưởng bởi phóng xạ từ thảm họa nhà máy điện hạt nhân tại Chernobyl, Ukraina năm 1986. Tuy lượng phóng xạ đã giảm từ sau thảm hoạ, đa phần diện tích này vẫn được coi là không thể ở được. Xấp xỉ 70% tổng lượng phóng xạ thoát ra từ nhà máy điện Chernobyl đã rơi xuống lãnh thổ Belarus.
Belarus giáp biên giới với các nước: Latvia (phía bắc), Litva (tây bắc), Ba Lan (tây), Nga (bắc và đông) và Ukraina (nam). Từ khi rút khỏi Liên bang Xô viết, Belarus đã ký hiệp ước với Latvia và Litva phân chia ranh giới lãnh thổ giữa ba nước. Ukraina đã ký một hiệp ước tương tự với Belarus, dù việc phê chuẩn bên phía Belarus còn chưa được tiến hành. Tới năm 2006, Belarus và Litva đã bắt đầu phân định biên giới.

## Kinh tế

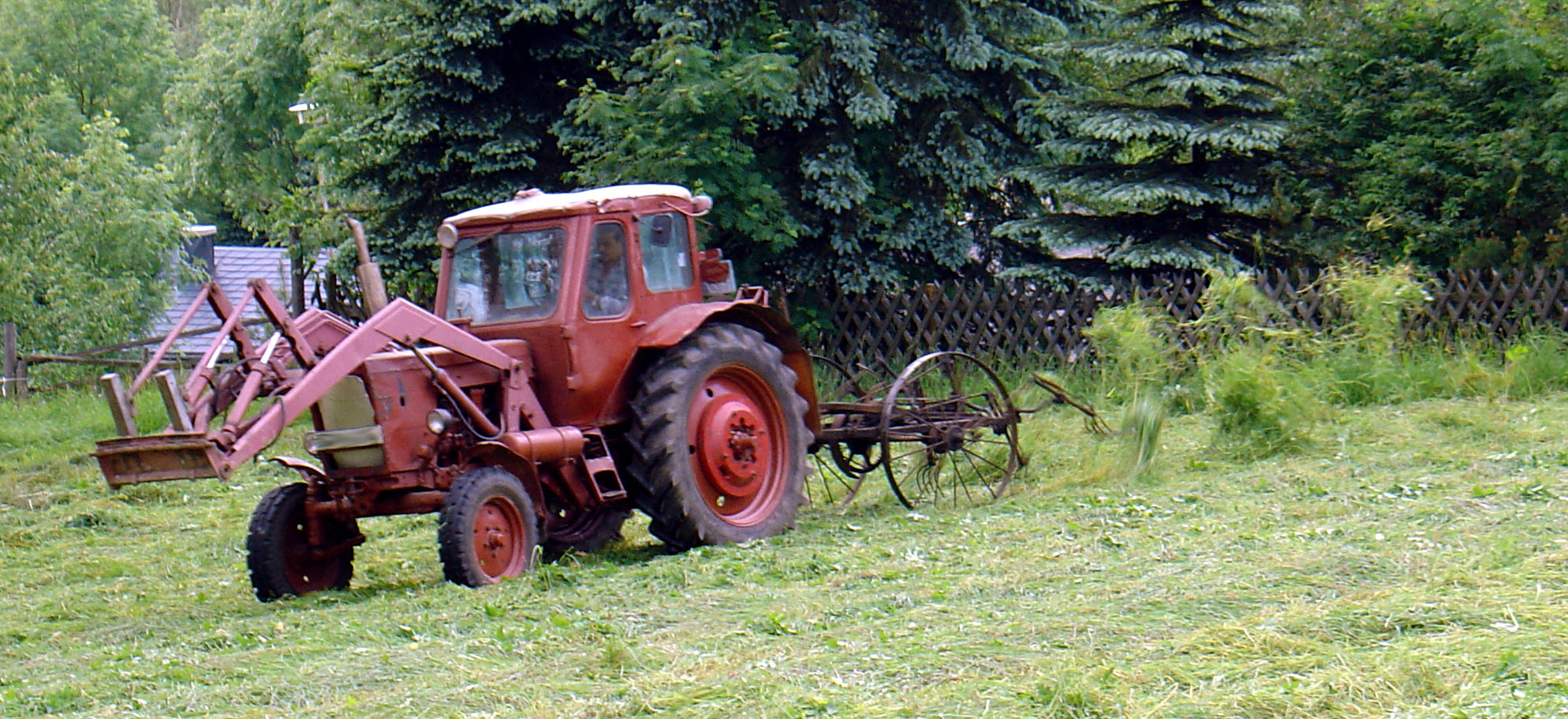
Một chiếc máy cày do Belarus sản xuất đang hoạt động trên cánh đồng.

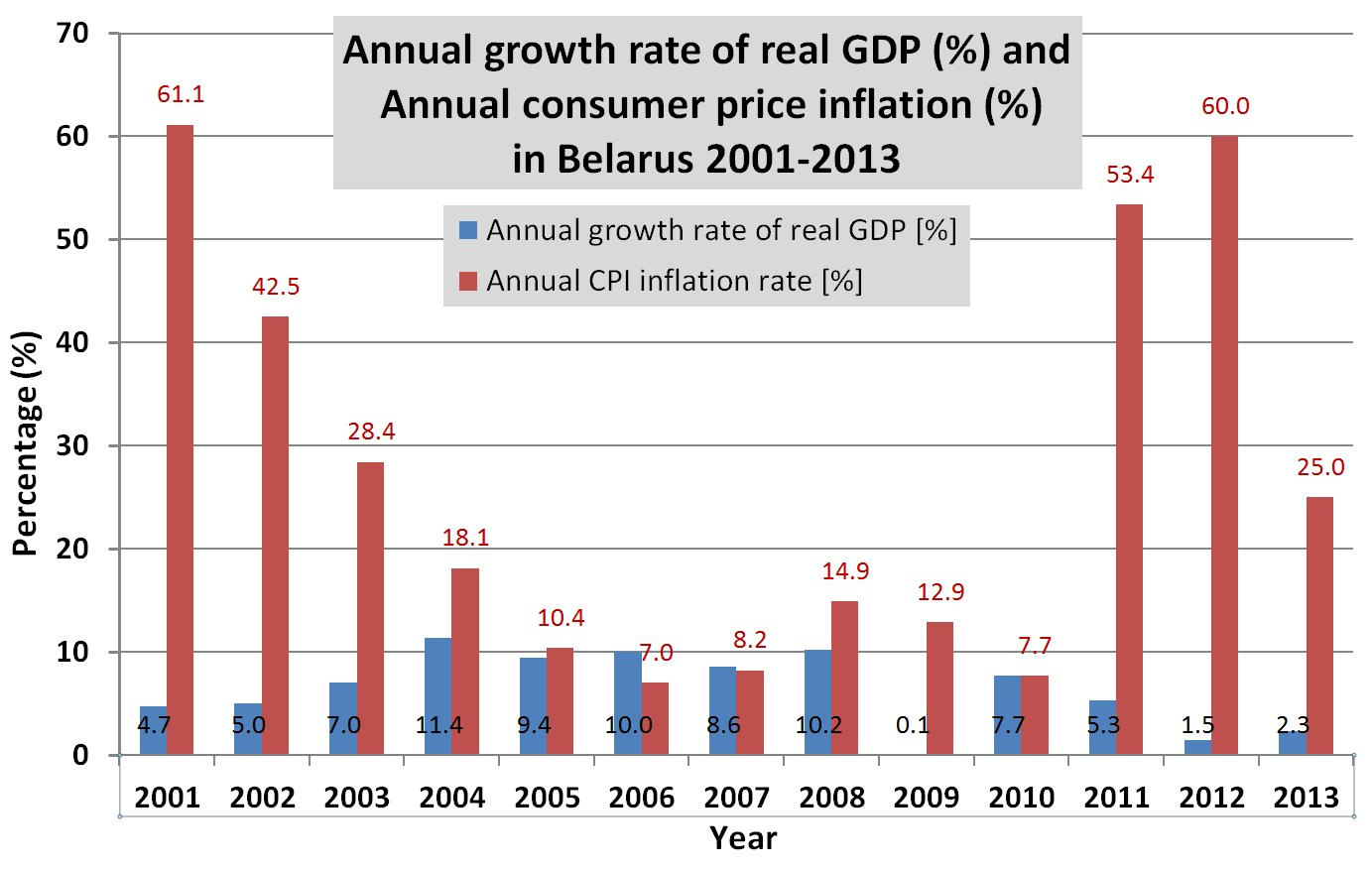
Tăng trưởng GDP và CPI của Belarus từ năm 2001 đến năm 2013

Kinh tế Belarus chủ yếu vẫn thuộc nhà nước kiểm soát như thời Xô viết. Hơn một nửa doanh nghiệp thuộc kiểm soát nhà nước và công ty thuộc sở hữu nước ngoài chỉ chiếm dưới 4%. Nước này có nền kinh tế khá ổn định, nhưng phụ thuộc nhiều vào các nguồn cung nguyên liệu, như dầu mỏ, từ đồng minh thân cận là Nga. Công nghiệp và nông nghiệp chủ yếu vẫn là thủ công. Nông nghiệp phần lớn là các hợp tác xã, và những sản phẩm mũi nhọn là khoai tây và chăn nuôi gia súc.
Các ngành công nghiệp có vị trí quan trọng trong lịch sử gồm dệt may và chế biến gỗ. Sau năm 1965, các ngành công nghiệp nặng mới xuất hiện và cơ khí máy (máy cày, tủ lạnh,...) đã tăng cường đáng kể sự phát triển của đất nước. Bên trong Liên bang Xô viết, Belarus từng là một trong những nước cộng hòa có nền công nghiệp phát triển nhất. Về kinh tế, Belarus là một thành viên của Cộng đồng các quốc gia độc lập (CIS), Cộng đồng kinh tế Âu Á, và Liên minh với Nga. Ngay sau năm 1990, sản xuất công nghiệp đã rơi vào tình trạng giảm sút vì những kế hoạch tái cơ cấu theo hướng thị trường tự do tại Liên Xô cũ. Tăng trưởng kinh tế đã quay trở lại năm 1996, vào năm 2001 Belarus là nước cộng hòa đầu tiên trong Cộng đồng các quốc gia độc lập quay trở lại mức sản xuất công nghiệp và nông nghiệp thời Liên Xô. Tổng sản phẩm quốc nội (GDP) năm 2005 đạt $79.13 tỷ (ước tính), hay khoảng $7.700 trên đầu người. Năm 2005, tổng sản phẩm quốc nội tăng khoảng 8-9%, với tỷ lệ lạm phát trung bình khoảng 8%. Theo Liên hiệp quốc, mức thu nhập trung bình hàng tháng đã tăng từ US$20 lên US$225 trong mười năm qua.
Hơn bốn triệu người đang ở độ tuổi lao động tại Belarus, phụ nữ hơi chiếm đa số hơn nam giới. Năm 2005, gần một phần tư dân số làm việc trong các nhà máy công nghiệp. Số lượng nhân công trong nông nghiệp, bán hàng sản xuất, hàng thương mại và giáo dục cũng khá cao. Theo các con số thống kê của chính phủ Belarus, tỷ lệ thất nghiệp khoảng 1.5% năm 2005. Tổng số người thất nghiệp là 679.000, với khoảng hai phần ba là phụ nữ. Tỷ lệ thất nghiệp đã liên tục giảm từ năm 2003, và về tổng thể nó cũng giảm so với những con số thống kê từ năm 1995.
Đồng tiền tệ Belarus là đồng Rúp Belarus (BYR). Đồng tiền này được đưa vào sử dụng tháng 5 năm 1992, thay thế đồng ruble Xô viết. Đồng ruble được tái đưa ra thị trường với giá trị mới năm 2000 và đã được sử dụng từ thời điểm đó. Như một phần trong kế hoạch Liên minh Nga-Belarus, đã có những cuộc thảo luận giữa hai quốc gia về một đồng tiền tệ chung tương tự đồng Euro. Theo ITAR-TASS kế hoạch này đã khiến có đề xuất ngừng sử dụng đồng ruble Belarus thay bằng đồng ruble Nga (RUB), bắt đầu từ ngày 1 tháng 1 năm 2008. Hệ thống ngân hàng Belarus gồm ba mươi ngân hàng thuộc sở hữu nhà nước và một ngân hàng tư nhân.
Kinh tế Belarus từng bị tác động bởi tình hình chính trị bên trong nhà nước cộng hoà. Sự tác động chủ yếu diễn ra dưới hình thức những lệnh trừng phạt chống lại giới lãnh đạo Belarus. Ví dụ, Liên minh châu Âu đã thông qua Quy định Hội đồng (EC) Số 765/2006 ngày 18 tháng 5 năm 2006. Quy định buộc đóng băng các khoản tiền của Tổng thống Lukashenka cùng 30 tới 35 viên chức cao cấp Belarus. Lệnh trừng phạt cũng ngăn cản sự đi lại của các vị lãnh đạo đó. Lệnh này được EU đưa ra sau khi họ tuyên bố cuộc bầu cử ngày 19 tháng 3 năm 2006 không công bằng và có sự đàn áp phe đối lập.
Tính đến năm 2016, GDP của Belarus đạt 48.126 USD, đứng thứ 83 trên thế giới và đứng thứ 28 châu Âu.

## Nhân khẩu

Thay đổi dân số Belarus, trong hàng ngàn, 1960-2010.

Đa phần dân số Belarus là người Belarus bản xứ, chiếm 81.2% tổng số dân 10.293.011 người. Người Nga là nhóm sắc tộc lớn thứ hai, chiếm 11.4% dân số. Người Ba Lan và Người Ukraina chiếm 3.9% và 2.4% dân số. Các ngôn ngữ chính thức và thường được dùng tại Belarus là tiếng Nga và tiếng Belarus. Tuy nhiên hiện nay có 72% dân số nước này nói tiếng Nga tại gia đình trong khi chỉ 11,9% sử dụng tiếng Belarus tại gia đình. Có 29,4% người Belarus có thể đọc hoặc nói hay viết tiếng Belarus, và 52,5% có thể viết và đọc ngôn ngữ này.. Đây được cho là hậu quả của việc hạn chế sử dụng tiếng Belarus từ thời kỳ Liên Xô cũ, người dân Belarus thời đó cho rằng sử dụng ngôn ngữ của mình là "vô văn hóa" hay "ngôn ngữ quê mùa của kẻ nhà quê"
Mật độ dân số khoảng 50 người trên kilômét vuông (127/dặm vuông) và 71.7% tổng dân số sống tại các khu vực đô thị. Trong số dân thành thị, 24% sống tại Minsk, thủ đô và là thành phố lớn nhất nước. Tổng số dân tại Minsk xấp xỉ 1.741.400 người. Homel, với 481.000 người, là thành phố lớn thứ hai tại Belarus và là thủ phủ của Homel Oblast. Các thành phố lớn khác là Mogilev (365.100), Vitebsk (342.400), Hrodna (314.800) và Brest (298.300).
Đa phần dân số, 69.7%, ở giữa độ tuổi 14 và 64. 16% dân số dưới 14 tuổi, trong khi 14.6% trên 65 tuổi. Độ tuổi trung bình của dân cư là 37. Tuổi thọ trung bình của người dân Belarus là 68.72; nam giới là 63.03 và nữ là 74.96. Tỷ lệ biết chữ tại Belarus (số lượng người từ 15 trở lên biết đọc, viết) là 99%, nam giới là 99.8% và phụ nữ là 99.3%. Tỷ lệ nam trên nữ năm 2005 được ước tính là 0.88.
Đa phần các chỉ số dân cư Belarus tương tự như các quốc gia châu Âu, đáng chú ý nhất là cả tỷ lệ tăng trưởng dân số và tỷ lệ tăng trưởng dân số tự nhiên của người bản xứ. Tăng trưởng dân số hiện tại ở mức −0.06% năm 2005, với tỷ lệ sinh là 1.43. Dân số đang ngày càng già đi, và tới năm 2050, đa số dân sẽ trên 50 tuổi. Tỷ lệ di dân là +2.3 trên mỗi 1.000 người dân Belarus.
Theo tổ chức báo cáo của Tổ chức Cứu giúp Trẻ em quốc tế (so sánh 167 quốc gia), Belarus có tỷ lệ chất lượng cuộc sống cho phụ nữ và trẻ em tốt nhất trong mọi nước cộng hòa thuộc Liên Xô cũ. Belarus xếp hạng 16 về chất lượng cuộc sống bà mẹ, 14 về chất lượng cuộc sống phụ nữ, và 20 về chất lượng cuộc sống trẻ em. Nước cộng hòa thuộc Liên Xô cũ có chất lượng xếp sau là Estonia (18 cho phụ nữ), Ukraina (21/31/26) và Nga (27/34/64).

### Tôn giáo
| Tôn giáo tại Belarus (2020)  | Tôn giáo tại Belarus (2020)  | Tôn giáo tại Belarus (2020) | Tôn giáo tại Belarus (2020) | Tôn giáo tại Belarus (2020) |
| ---------------------------- | ---------------------------- | --------------------------- | --------------------------- | --------------------------- |
|                              |                              |                             |                             |                             |
| Chính thống giáo Đông phương | Chính thống giáo Đông phương |                             | 83.3%                       | 83.3%                       |
| Vô thần                      | Vô thần                      |                             | 9.0%                        | 9.0%                        |
| Công giáo Roma               | Công giáo Roma               |                             | 6.7%                        | 6.7%                        |
| Khác                         | Khác                         |                             | 1.0%                        | 1.0%                        |

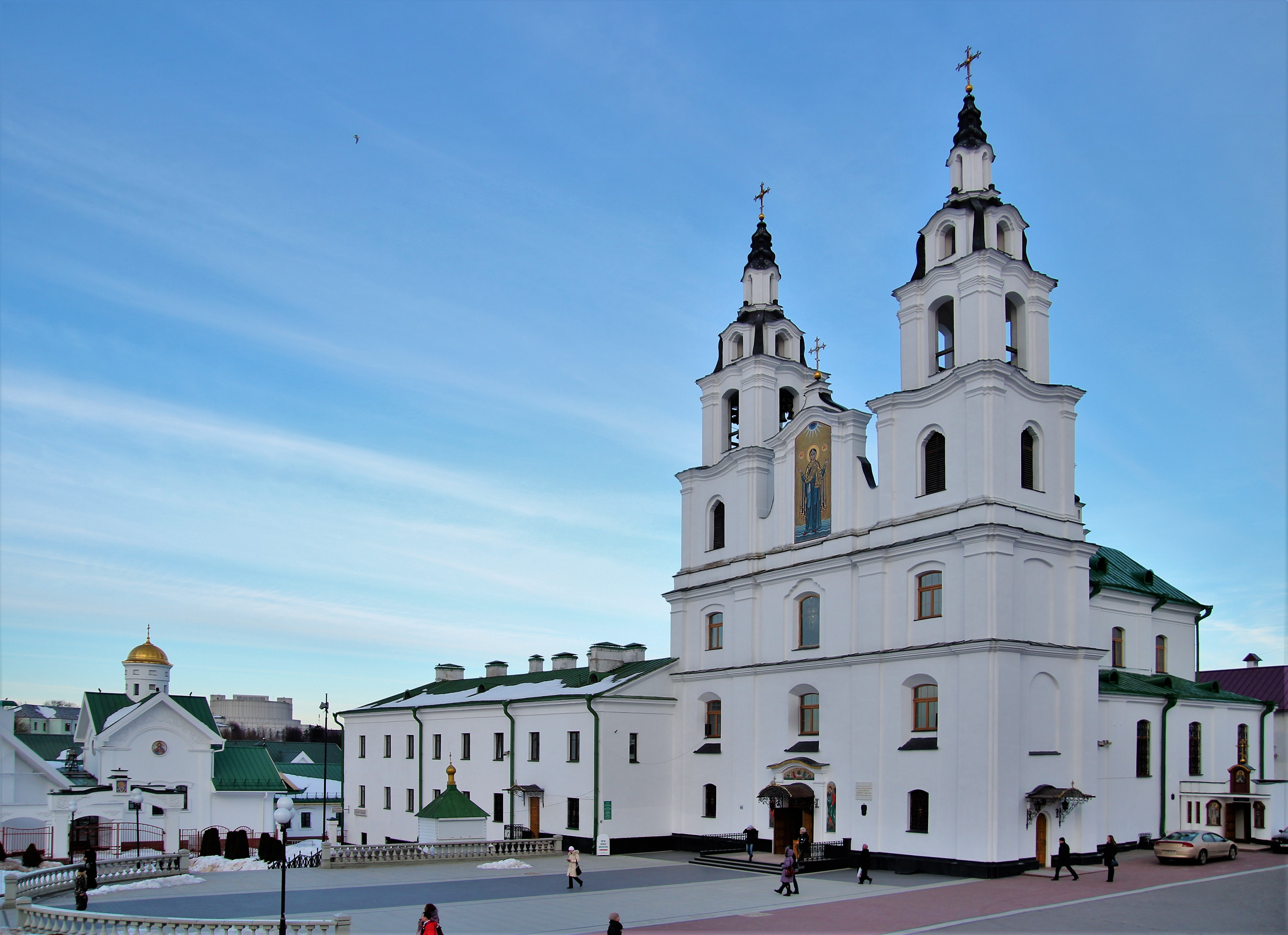
Nhà thờ Chúa Thánh Linh thuộc Chính thống giáo ở thủ đô Minsk

Theo nguồn tin chính phủ, tính đến tháng 11 năm 2011, Chính thống giáo Đông phương có số tín hữu chiếm khoảng 82% dân số, với gần 1.000 nhà thờ. Mặc dù Giáo hội Chính thống đã bị tàn phá trong Thế Chiến II và tiếp tục suy giảm cho đến đầu những năm 1980 bởi các chính sách của chính phủ cộng sản và đã trải qua một sự hồi sinh nhỏ với sự khởi đầu của công cuộc cải tổ nhân dịp kỷ niệm 1.000 năm Kitô giáo Rus' tổ chức tại Liên Xô vào năm 1988. Năm 1990, Giáo hội Chính thống Belarus được tái lập trực thuộc Tòa Thượng phụ Moskva. Trong những năm 1990, 60% dân số tự nhận mình là tín đồ Chính thống giáo. Giáo hội Chính thống Belarus có một chủng viện, ba dòng tu, và một học viện thần học đã được mở ra vào năm 1995.
Có hơn 1,4 triệu người Công giáo trong nước, khoảng 10% tổng dân số. Trong năm 1989, 05 giáo phận Công giáo chính thức, vốn đã mất kể từ Thế Chiến II và đã không có một giám mục, đã được tổ chức lại vào bao gồm 455 giáo xứ và hai Tổng giáo phận Minsk và Mahilyow. Trong những năm 1990, số liệu cho thấy dân Công giáo tại Belarus dao động từ 8 phần trăm đến 20 phần trăm; một ước tính xác định 25 phần trăm của những người Công giáo thuộc sắc tộc Ba Lan. Giáo hội Công giáo Belarus có một chủng viện và gần 400 nhà thờ ở Belarus.
Trước khi chiến tranh thế giới thứ hai, số lượng tín đồ Tin Lành tại Belarus là khá thấp so với các cộng đồng Kitô hữu khác, nhưng họ đã cho thấy sự tăng trưởng đáng chú ý kể từ sau Thế Chiến II. Năm 1990, đã có hơn 350 cộng đồng Tin Lành trong nước. Bao gồm: Giáo hội Luther, Mormon, Baptist, và thần học Calvin.
Người Hồi giáo tại Belarus được đại diện bởi các cộng đồng nhỏ sắc tộc Tatar. Một số cộng đồng Tatar là hậu duệ của người di dân và tù nhân chiến tranh định cư ở Belarus, từ vùng Volga, sau thế kỷ XI. Năm 1997, có 23 cộng đồng Hồi giáo, trong đó có 19 cộng đồng nằm ở khu vực Tây của Belarus. Hiện Hội giáo có 9 thánh đường tại nước này.

## Văn hoá

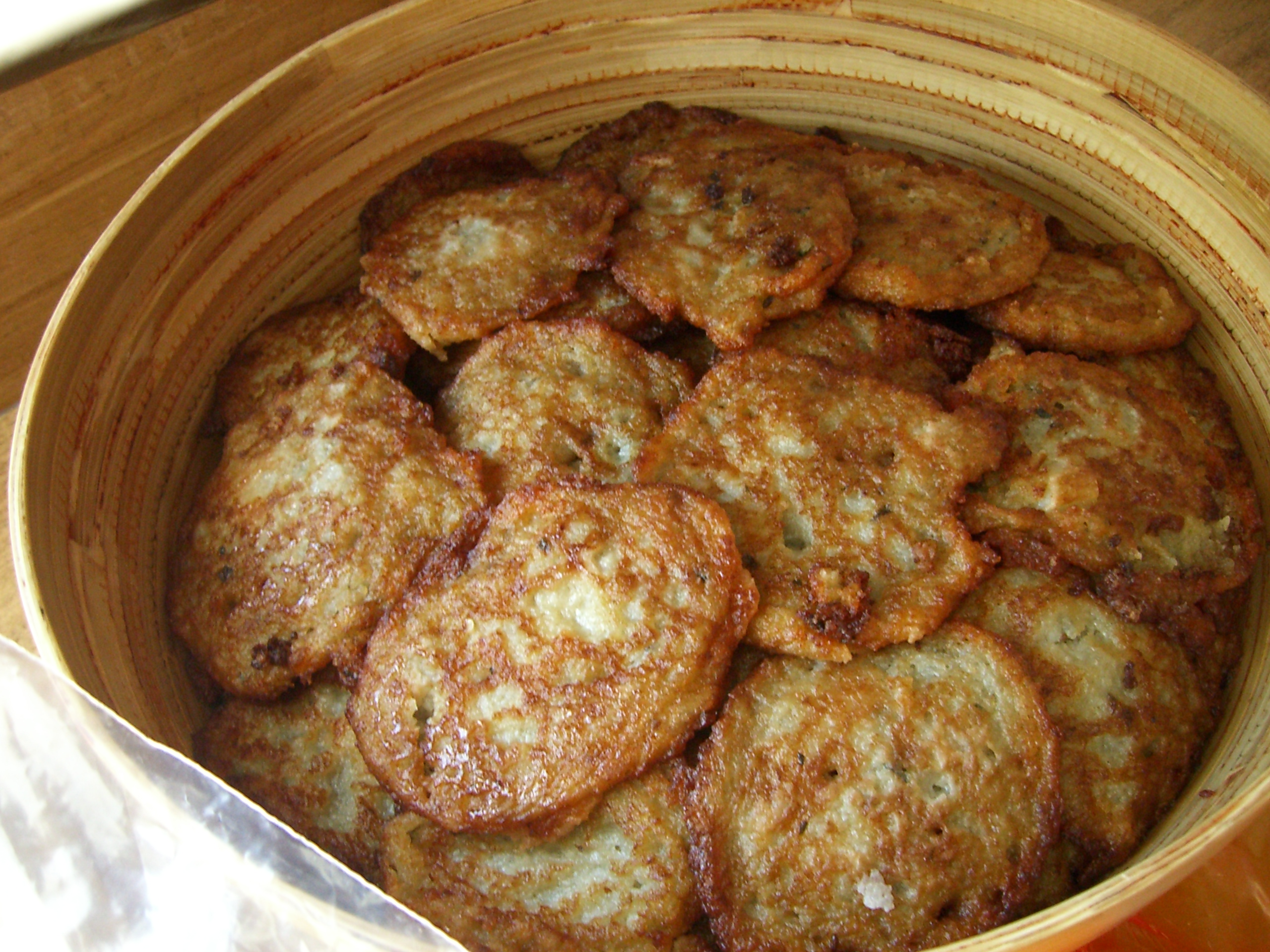
Draniki, một món bánh khoai tây truyền thống Belarus.

Trang phục truyền thống Belarus xuất phát từ giai đoạn Kievan Rus. Vì đặc điểm khí hậu, trang phục tại đây giữ ấm cho mọi người. Trang phục tại Belarus được chế tạo từ hoặc sợi lanh hay len và được trang trí các mô hình tùy theo thời kỳ, và đã gây ảnh hưởng tới các nền văn hóa lân cận: Ba Lan, Litva, Latvia, Nga và các quốc gia châu Âu khác. Mỗi vùng trong Belarus đều có kiểu thiết kế và trang trí riêng. Một kiểu trang trí thường thấy trên các loại trang phục thời kỳ đầu hiện đang được dùng trên lá cờ quốc gia Belarus.

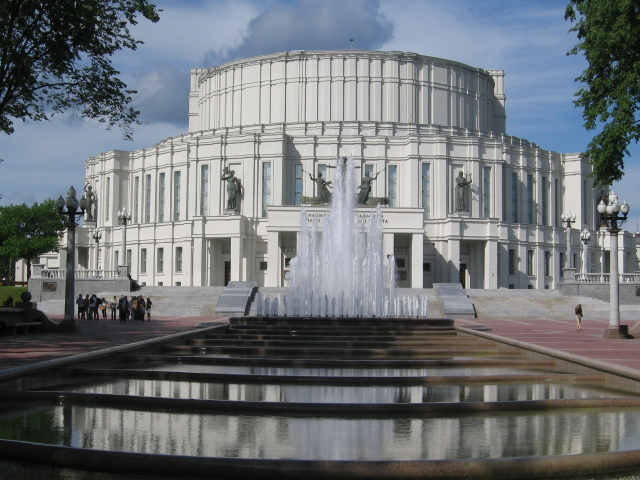
Nhà hát Opera và Ballet Minsk

Ẩm thực Belarus chủ yếu gồm rau, thịt và bánh mì. Thực phẩm thường được coi là những món ăn chính tại Belarus gồm thịt lợn, cải bắp, khoai tây và bánh mì. Vì các phong cách nấu ăn truyền thống thời tiền Xô viết, thực phẩm thường được nấu chín từ từ hoặc hầm. Kiểu ăn uống thông thường nhất tại Belarus gồm bữa sáng nhẹ, hai bữa chính, và bữa tối là bữa ăn chủ yếu nhất trong ngày. Bột mì và bánh mì lúa mạch đều là món ăn thường thấy tại Belarus, nhưng lúa mạch xuất hiện nhiều hơn vì khí hậu ở đây không thích hợp lắm cho cây lúa mì. Khi đón khách, một chiếc bánh mì với muối thường được mời để tỏ lòng hiếu khách. Các đồ uống cũng thường gặp tại các gia đình Belarus, chủ yếu là rượu vodka Nga nấu bằng lúa mạch và nước kvass. Kvass là kiểu nước giải khát được làm từ bánh mì xám hay bột lúa mạch ủ. Kvass cũng có thể dùng kèm với rau thái lát tạo thành món súp gọi là okroshka.
Belarus là quốc gia đa số theo Giáo hội Chính thống giáo Nga với một thiểu số các tín hữu Công giáo, cùng với Do Thái giáo và các tôn giáo khác. Người Belarus đã cải theo Chính thống giáo Nga sau khi Belarus bị tách khỏi Ba Lan sau sự phân chia Ba Lan. Thiểu số Công giáo Latinh, sống tập trung ở vùng phía tây đất nước, đặc biệt xung quanh Hrodna, đa số gồm người Ba Lan và người Litva. Một thiểu số nhỏ (khoảng 1%) thuộc Giáo hội Công giáo Hy Lạp Belarus. Người Do Thái từng chiếm 10% dân số Belarus cho tới Thế Chiến II, là một trung tâm Do thái lớn tại châu Âu, nhưng trong cuộc chiến số lượng người Do Thái đã giảm sút nhiều, vì nạn đói, nạn diệt chủng, hiện chỉ còn 1% hoặc ít hơn. Tình trạng di cư từ Belarus cũng là nguyên nhân làm giảm số người Do Thái. Trong Điều 16 Hiến pháp Belarus, không có tôn giáo chính thức tại nước này. Tuy nhiên, quyền tự do tín ngưỡng được đảm bảo theo cùng điều trên, các tôn giáo làm gây ảnh hưởng không tốt tới chính phủ hay trật tự xã hội quốc gia có thể bị cấm.
Tổ chức Đoàn kết Kitô giáo Thế giới đã báo cáo rằng một số giáo đoàn đang bị quấy rầy.
Về âm nhạc, bản nhạc lớn đầu tiên do một công dân Belarus sáng tác là vở opera Faust của Radzivill cùng một số tác phẩm khác. Trong thế kỷ XVII, nhà soạn nhạc Ba Lan Stanislau Maniushka sống tại Belarus, đã sáng tác một số vở opera và thính phòng tại Minsk. Trong thời gian sống tại đây, ông đã làm việc cùng nhà thơ Belarus Vincent Dunin-Marcinkevich và sáng tác vở opera Sialianka (Người phụ nữ nông dân). Cuối thế kỷ XIX, các thành phố lớn tại Belarus đã hình thành nên các đội opera và ballet của riêng mình. Trong thời kỳ Xô viết, có tác phẩm ballet Nightingale của M. Kroshner. Sau Cuộc chiến tranh vệ quốc vĩ đại, âm nhạc chủ yếu tập trung miêu tả sự gian khổ của người dân Belarus hay những người Belarus đã đứng lên cầm vũ khí bảo vệ quê hương. Đây cũng là giai đoạn A. Bogatyryov, tác giả vở opera "In Polesye Virgin Forest," là "người giám hộ" của những nhà soạn nhạc Belarus. Sau khi giành lại độc lập, ballet vẫn đóng một vai trò văn hóa quan trọng tại Belarus. Nhà hát Hàn lân Quốc gia Ballet, tại Minsk, đã được trao giải Benois de la Dance Prize năm 1996 với tư cách nhóm ballet hàng đầu thế giới. Âm nhạc hiện đại đã trở nên quen thuộc trong dân chúng Belarus. Các nhóm nhạc rock nổi tiếng trong nước gồm NRM, Neurodubel, Ulis, Nowaje Nieba, và Krama. Nhiều nhóm nhạc Belarus đã biểu diễn tại Ba Lan và Litva, nơi số dân nói tiếng Belarus khá đông. Ba Lan cũng là nơi tổ chức festival âm nhạc Basowiszcza của Belarus. Từ 2004, Belarus đã gửi các ca sĩ đến cuộc thi Eurovision Song Contest.
Chính phủ Belarus tài trợ nhiều cho festival văn hóa hàng năm: "Slavianski Bazaar in Vitebsk", "Minsk Spring", "Slavonic Theatrical Meetings", International Jazz Festival, National Harvesting Festival, "Arts for Children and Youth", the Competition of Youth Variety Show Arts, "Muses of Niesvizh", "Mir Castle", và National Festival of the Belarusian Song and Poetry. Những sự kiện này là nơi các ca sĩ, nghệ sĩ, nhà soạn nhạc, diễn viên nổi tiếng Belarus thể hiện mình. Các festival kết thúc với những buổi lễ trong đó những giải thưởng được trao để vinh danh những nhà soạn nhạc nổi tiếng Belarus. Nhiều ngày lễ quốc gia, như Ngày độc lập hay Ngày chiến thắng tập trung những đám khán giả to lớn và nhiều sự kiện trình diễn như pháo hoa và duyệt binh. Đa số các festival được tổ chức tại Vitebsk hay Minsk.
Belarus có bốn Địa điểm Di sản Thế giới, hai trong số đó thuộc sở hữu chung của Belarus và nước láng giềng. Bốn địa điểm đó là Tổ hợp Lâu đài Mir; Lâu đài Niasvizh; Belovezhskaya Pushcha (chung với Ba Lan); và Struve Geodetic Arc (chung với Estonia, Phần Lan, Latvia, Litva, Na Uy, Moldova, Nga, Thụy Điển và Ukraina).

### Viễn thông
Nhà nước độc quyền viễn thông, Beltelecom, nắm giữ kết nối độc quyền với các nhà cung cấp dịch vụ Internet bên ngoài Belarus. Beltelecom sở hữu tất cả các kênh trục chính liên kết với Lattelecom, TEO LT, Tata Communications (trước đây là Teleglobe), Synterra, Rostelecom, Transtelekom và MTS ISP. Beltelecom là nhà khai thác duy nhất được cấp phép cung cấp dịch vụ VoIP thương mại tại Belarus.

### Truyền thông
- Politics and News from Belarus (eng, bel, rus)
- News of Belarus (bel) Lưu trữ ngày 10 tháng 4 năm 2019 tại Wayback Machine
- Belarus News and Analysis

### Website chính phủ
- President's official site
- Government of Belarus Lưu trữ ngày 6 tháng 11 năm 2008 tại Wayback Machine
- Embassy of Belarus in the United States
- E-Government in Belarus

### Thông tin/Văn hoá
- A Belarus Miscellany
- The Virtual Guide of Belarus
- Eating the Belarusian way Lưu trữ ngày 22 tháng 8 năm 2009 tại Wayback Machine
- Media in Belarus
- Mục “Belarus” trên trang của CIA World Factbook.